# Iwan Anissimowitsch Fadeikin
Iwan Anissimowitsch Fadeikin (russisch Иван Анисимович Фадейкин; * 11. Oktober 1917 im Dorf Monastyrskoje in der Nähe von Turuchansk, † Oktober 1979 in Moskau) war von 1966 bis 1974 Leiter der Auslandsspionage des KGB in der DDR.

## Leben
Nach seinem Abschluss am Pädagogischen Instituts Kuibyschew wurde Fadeikin 1939 zur Roten Armee eingezogen, wo er stellvertretender Leiter der politischen Abteilung der 352. Infanteriedivision, Regiments- und Divisionskommandeur, vom 16. August bis 18. Oktober 1943 Kommandeur der 94. Garde-Infanteriedivision, vom 18. Oktober 1943 bis 31. August 1944 Kommandeur der 98. Garde-Infanteriedivision, vom 16. November 1944 bis 16. Februar 1945 Stabschef und Kommandeur der 30. Garde-Infanteriedivision war. Ab März 1945 war er stellvertretender Leiter der Abteilung des Hauptpersonalrates des Volkskommissariats für Verteidigung der UdSSR. 
Von Oktober 1946 bis September 1949 studierte Fadeikin an der Militärakademie Frunse in Moskau und trat im Jahr 1949 in die sowjetische Geheimpolizei ein. 1950 erfolgte seine Abkommandierung zur Sowjetischen Kontrollkommission. Dort erlangte er ab 1952 den Rang eines stellvertretenden Leiters der Sicherheitsabteilung. Nach dem Aufstand vom 17. Juni 1953 wurde er 1953/54 zum stellvertretenden Leiter des MGB/KGB in der DDR erhoben. Von 1954 bis 1962 war er zunächst Leiter, dann stellvertretender Leiter der 1. Hauptverwaltung (Auslandsspionage) des KGB. Als „neuer Residentur-Chef war der als Malenkow-Protegé geltende MWD-Generalleutnant Jewgeni Petrowitsch Pitowranow nach Berlin entsandt und der bisherige Resident Iwan Fadeikin zu seinem Stellvertreter degradiert worden.“ Es gibt Berichte, nach denen Fadeikin im Jahr 1961 unter dem Decknamen „Fadeev“ in den Iran geschickt wurde, um den Schah zu ermorden. Von 1963 bis 1965 war Fadeikin Leiter der Militärabwehr des KGB und dann von 1966 bis 1974 Leiter der KGB-Gruppe in der DDR in der KGB-Zentrale Karlshorst. Von 1974 bis 1979 war er Leiter der Auslandsspionage des KGB.